# 内藤陽子
内藤 陽子（ないとう ようこ、1981年5月11日 - ）は、日本の元タレント、フラワーアーティスト。
東京都出身。堀越高等学校卒業。身長160cm。血液型A型。特技はピアノ、水泳。

## 来歴・人物
高校在学中の1999年、フジテレビビジュアルクイーンに選出。翌年、テイジン水着キャンペーンガールとなるが、2000年、雑誌FRIDAYに下校途中のバス停で電話をかけている写真が掲載されて以降露出が減少し、スターダストプロモーションと契約を解消し、一時期休業していた。
その後、JVCエンタテインメント・ネットワークスに事務所を移籍して芸能界に復帰したが、2005年、フジテレビ系列のドラマ『危険なアネキ』の出演を最後に引退した。
翌2006年、フラワーアーティストとしてブランド「dada flora」を設立。芸能界に未練はないという。
佐藤江梨子とは、堀越高校時代からの親友。
兄が一人いる。
2014年5月19日に結婚、12月19日に長女が誕生したが、2015年9月21日に離婚を発表した。

## 出演

### テレビドラマ
- 美少女H（1998年フジテレビ）
- 美少女H2（1998年、フジテレビ）
- 美少女H3（1999年、フジテレビ）
- ナオミ（1999年、フジテレビ） - 田宮今日子 役
- 賭事女王〜GAMBLE QUEEN〜（1999年 - 2000年、フジテレビ） - 高倉桃 役
- 伝説の教師（2000年、日本テレビ） - 美樹 役
- 新宿暴走救急隊（2000年、日本テレビ） - 前田渚 役
- ムコ殿（2001年、フジテレビ） - 望月加奈 役
- 示談交渉人甚内たま子裏ファイル 第1作（2001年6月18日、TBS） - 嶋村理沙 役
- カノン（2002年1月2日、WOWOW）2003年に映画として公開、監督は行定勲。
- First Love（2002年、TBS） - 青木千春 役
- 税関検査官・今井陽子 密輸ダイヤモンド殺人事件（2003年2月19日、テレビ東京） ‐ 中村マリ子 役
- 危険なアネキ（2005年、フジテレビ）

### 映画
- トワイライトシンドローム〜卒業〜（2000年公開） - 網野綾 役
- 武勇伝（2003年公開） - 竹内アヤ 役

### バラエティ番組
- 水10!ワンナイR&R（フジテレビ）『エブナイTHURSDAY』→『ワンナイR&B』の頃に出演。
- ウッチャンナンチャンのウリナリ!!（日本テレビ）ウリナリ維進軍、新芸能人社交ダンス部“超星舞団”など。
- 有田とマツコと男と女（2012年4月19日、TBS）

### CM
- 富士通ゼネラル（1999年 - 2000年）

### ミュージックビデオ
- m-flo「come again」

## 作品

### 写真集
- 内藤陽子ファースト写真集（1999年3月、辰巳出版）ISBN 4886413765
- SWEET&BITTER（1999年10月、TIS）ISBN 4886182127
- 20 TWENTY（2001年10月、ワニブックス）ISBN 4847026829

### イメージビデオ・DVD
- フジテレビ ビジュアルクイーン・オブ・ザ・イヤー'99 内藤陽子（1999年9月、ポニーキャニオン）
- ファイナルビューティー 内藤陽子（2000年、竹書房→ハピネット）